# پترسلاهر
پترسلاهر (به آلمانی: Peterslahr) یک شهر در آلمان است که در راینلاند-فالتس واقع شده‌است.

## خصوصیات
پترسلاهر ۲۷۶ نفر جمعیت دارد.